# ゲラン・セルロート
ゲラン・セルロート（ノルウェー語: Gøran Sørloth、1962年7月16日 - ）は、ノルウェーの元サッカー選手。元ノルウェー代表。ポジションはFW。

## クラブ歴
リッサIFの下部組織から1981年にストリンハイムILに加入し選手となった。1985年にローゼンボリBKに加入。1988年11月にボルシア・メンヒェングラートバッハに移籍するも翌年夏にローゼンボリに復帰した。1993年に再び海外を志し、スュペル・リグのブルサスポルに加入したが翌1994年にバイキングFKに移籍しノルウェーに復帰、翌1995年12月に選手を引退した。

## 代表歴
1985年からノルウェー代表として出場し、1994 FIFAワールドカップに出場、1試合に出場したがこの試合が代表最後の試合となった。

## 家族
息子のアレクサンダー・セルロートもノルウェー代表のサッカー選手。

## タイトル

### クラブ
ローゼンボリ
- エリテセリエン: 1985, 1988, 1990, 1992, 1993
- ノルウェー・カップ: 1988, 1990, 1992

### 個人
- クニクセン賞: 1991, 1992